# Škemljevec
Škemljevec je naselje u slovenskoj Općini Metliki. Škemljevec se nalazi u pokrajini Dolenjskoj i statističkoj regiji Jugoistočnoj Sloveniji. 

## Stanovništvo
Prema popisu stanovništva iz 2002. godine naselje je imalo 23 stanovnika.